# Cénotaphe de Georgetown
Le cénotaphe de Georgetown est un monument aux morts à Georgetown.

## Situation et accès
Le cénotaphe est situé à la jonction de Church street et de Main Street à Georgetown.

## Description
La structure est construite en marbre et mesure 4,57 m de haut. Les mots suivants sont inscrits sur les quatre faces du monument : Dévotion, Humanité, Fortitude et Sacrifice.

## Historique
Le cénotaphe est inauguré le 14 août 1923 par le gouverneur de l'époque, Graeme Thomson, et la première commémoration du jour de l'Armistice est organisé le 11 novembre 1923,.